# Кан Фотуали'и
Кан Фотуали'и (енгл. Kahn Fotuali'i; 22. мај 1982) професионални је рагбиста и репрезентативац Самое, који тренутно игра за Нортхемптон Сеинтс.

## Биографија
Висок 184 цм, тежак 94 кг, Фотуали'и је пре Сеинтса играо за Стоук РФК, Оспрејс, Хокс Беј, Тасман и Крусејдерсе. За репрезентацију Самое је до сада одиграо 28 тест мечева и постигао 28 поена.